# هارولد مولر
هارولد مولر (انگلیسی: Harold Muller; ۱۲ ژوئن ۱۹۰۱ – ۱۷ مهٔ ۱۹۶۲) ورزشکار دو و میدانی، و بازیکن فوتبال آمریکایی اهل ایالات متحده آمریکا بود.